# Lista de vencedores de competições nacionais de futebol na Europa na época 2013–14
Esta é uma lista de vencedores de competições nacionais de futebol na Europa na época 2013–14. Esta lista inclui as principais provas organizadas pelas Ligas Profissionais de Futebol e pelas Federações Nacionais de Futebol da Europa.
| Época 2013–14 |            |                     |                   |                     |                     |
| Nº            | País       | Campeonato          | Taça Nacional     | Taça da Liga        | Supertaça           |
| 1             | Espanha    | Atlético de Madrid  | Real Madrid       | -                   | Atlético de Madrid  |
| 2             | Inglaterra | Manchester City     | Arsenal           | Manchester City     | Arsenal             |
| 3             | Alemanha   | Bayern de Munique   | Bayern de Munique | -                   | Borussia Dortmund   |
| 4             | Itália     | Juventus            | Nápoles           | -                   | Nápoles             |
| 5             | Portugal   | Benfica             | Benfica           | Benfica             | Benfica             |
| 6             | França     | Paris Saint-Germain | Guingamp          | Paris Saint-Germain | Paris Saint-Germain |
| 7             | Rússia     | CSKA de Moscovo     | FK Rostov         | -                   | CSKA de Moscovo     |
| 8             | Holanda    | Ajax                | Zwolle            | -                   | Zwolle              |
| 9             | Ucrânia    | Shakhtar Donetsk    | Dínamo de Kiev    | -                   | Shakhtar Donetsk    |
| 10            | Bélgica    | Anderlecht          | Lokeren           | -                   | Anderlecht          |
| 11            | Turquia    | Fenerbahçe          | Galatasaray       | -                   | Fenerbahçe          |
| 12            | Grécia     | Olympiacos          | Panathinaikos     | -                   | -                   |
| 13            | Suíça      | Basileia            | Zurique           | -                   | -                   |
| 14            | Áustria    | Salzburgo           | Salzburgo         | -                   | -                   |
| 15            | Rep. Checa | Sparta de Praga     | Sparta de Praga   | -                   | Sparta de Praga     |

Os Países encontram-se ordenados segundo o coeficiente nacional da UEFA. 
O destaque colorido indica a conquista de um Triplete (vencer o Campeonato, a Taça Nacional e a Taça da Liga na mesma época) ou de uma Dobradinha (vencer o Campeonato e a Taça Nacional na mesma época).